# Rjasanski rajon (Rjasan)
Der Rjasanski rajon (russisch Рязанский район) ist ein Rajon in der Oblast Rjasan in Russland. Das Verwaltungszentrum des Rajons ist die Stadt Rjasan, die selbst nicht zum Rajon gehört.

## Geographie
Der Rjasanski rajon grenzt im Norden an den Klepikowski rajon, im Westen an den Rybnowski rajon, im Osten an den Spasski rajon, im Süden an den Sacharowski rajon sowie den Pronski rajon und den Staroschilowski rajon.
Das Klima ist gemäßigt kontinental. Der bedeutendste Fluss des Rajons ist die Oka.
Der Rajon gliederte sich in 21 Landgemeinden.

## Geschichte
Der Rjasanski rajon wurde im Jahre 1929 gegründet.

## Politik
Oberhaupt des Rajons ist Natalja Schunjowa.

## Verkehr
Durch den Rajon führten die Eisenbahnstrecken Moskau – Tscheljabinsk und Moskau – Astrachan sowie die föderale Fernstraße M5.
Auf dem Territorium des Rajons befindet sich die Torfbahn Solottschinskoje.